# James Mallet
Pour les autres membres de la famille, voir Famille Mallet.
Adolphe-Jacques, dit James, baron Mallet de Chalmassy (13 avril 1787 à Paris - 27 septembre 1868 à Jouy-en-Josas), est un banquier français.

## Biographie
Fils du banquier Guillaume Mallet, il se distingue par sa conduite à la barrière de Clichy en 1814 et y reçoit la Légion d'honneur. Il prend part à la défense de Paris dans la Garde nationale sous le général Moncey.
Banquier à Paris, il devient associé en 1816, puis de la Banque Mallet.
En 1827, il succède à son père dans le siège de Régent de la Banque de France. Il conserve ces fonctions jusqu'en 1860, où son fils Alphonse lui succède.
Gentilhomme de la Chambre du roi sous Louis XVIII et Charles X, il succède à son père en tant que baron Mallet de Chalmassy.
James prend part avec son frère Jules à diverses constructions (passage Choiseul en 1824, théâtre royal de l'Opéra-Comique en 1826, galeries Boufflers, ...) sur des terrains appartenant aux Oberkampf, dont les deux frères Mallet avaient épousé deux sœurs.
James développe les activités de la maison Mallet vers les assurances. À l'origine de la création des Assurances générales contre la grêle, il est président de la Compagnie des assurances générales.
Marié à Laure Oberkampf, fille de Christophe-Philippe Oberkampf, il est le père d'Alphonse Mallet et d'Arthur Mallet, ainsi que le beau-père de Charles Mallet et du baron Alfred von Lotzbeck auf Weyhern (de).

### Sources
- Alain Plessis, Régents et gouverneurs de la Banque de France sous le Second Empire, 1985
- Albert Choisy, Notice généalogique et historique sur la famille Mallet de Geneve originaire de Rouen, 1930